# Marta Vidal
Marta Vidal (Portugal) é uma jornalista portuguesa distinguida com o Gazeta de Imprensa, na 39ª edição dos Prémios GAZETA 2023.    

## Biografia
Depois de concluir a licenciatura em jornalismo na Universidade Nova de Lisboa, onde começou a estudar em 2012, estudou na Universidade de Leiden, onde obteve a especialização em Estudos do Médio Oriente. 
Os seus artigos que abordam questões como direitos humanos e justiça social e ambiental, foram publicados por vários meios de comunicação, nomeadamente: Público, Expresso, The Guardian, Al Jazeera, The Washington Post, BBC, entre outros. 

## Prémios e reconhecimento
Foi distinguida com o Gazeta de Imprensa, na 39ª edição dos Prémios GAZETA 2023, atribuídos pelo Clube de Jornalistas, pela reportagem “A liberdade, lá em cima: os pássaros de Gaza”.  Na cerimónia de entrega dos prémios recusou ser abraçada e cumprimentada com beijinhos pelo Presidente da República, Marcelo Rebelo de Sousa, estendo-lhe a mão.  Para além disto, usou um vestido com a lista de jornalistas mortos por Israel em Gaza, e acusou o governo de Portugal de ser conivente com o genocídio. 

## Ligações Externas
- Site Oficial |Marta Vidal